# Stazione di Pederobba-Cavaso-Possagno
La stazione di Pederobba-Cavaso-Possagno è una fermata ferroviaria posta sulla linea Calalzo-Padova. Serve i centri abitati di Pederobba, Cavaso del Tomba e Possagno. La stazione fu attivata il 10 ottobre 1886 a seguito del completamento della linea ferroviaria Belluno-Feltre-Treviso.

## Movimento
La stazione è servita da treni regionali svolti da Trenitalia nell'ambito del contratto di servizio stipulato con le regioni interessate.
Da segnalare che in passato l'impianto disponeva di due binari. Quello di corretto tracciato venne rimosso intorno agli anni '90. Dopo diversi anni di inattività, la stazione fu ristrutturata e riattivata agli inizi degli anni 2000. Attualmente dalla stazione partono treni con cadenza oraria per Belluno e Treviso. 
Dall'orario estivo 2021, i materiali rotabili impiegati sono ALn501/502 "Minuetto" e ATR220 "Swing". Prima della loro radiazione dal parco rotabili Veneto, la stazione vedeva treni effettuati anche con materiali ALn668 e D.445 con carrozze MD.
La stazione è prevalentemente frequentata nelle fasce pendolari, dato che il maggior numero dei viaggiatori sono studenti che si recano negli istituti superiori della zona e nelle università di Venezia e Padova.